# Polytrichadelphus longisetus
Polytrichadelphus longisetus là một loài Rêu trong họ Polytrichaceae. Loài này được (Brid.) Mitt. miêu tả khoa học đầu tiên năm 1869.